# Escudo de las Bahamas
El escudo de armas de las Bahamas fue aprobado el 7 de diciembre de 1971, durante el periodo de la administración británica, y concedido por la reina Isabel II; es obra del artista local Hervis L. Bain.
En campo de plata, se representa una nao sobre ondas de azur y plata. El barco en cuestión es la Santa María de Cristóbal Colón, que descubrió las Bahamas en su primer viaje; de hecho, la isla de Guanahani fue el primer territorio del Nuevo Mundo que pisó el navegante. En el jefe, de azur, va cargado un sol naciente de oro, símbolo del clima cálido por el que son conocidas las islas y también una alusión al futuro brillante del país.
Tiene como soportes los dos animales nacionales: un marlín en la derecha y un flamenco en la izquierda, sobre una terraza con el lema nacional en inglés: FORWARD, UPWARD, ONWARD TOGETHER (en español: Hacia adelante, hacia arriba, avancemos juntos). El marlín descansa sobre un mar de ondas y el flamenco sobre tierra, como representación de la geografía de las islas.
Como timbre, un yelmo con lambrequines de oro y de azur, sumado de un burelete que contiene los mismos colores donde descansa una concha rosa por encima de unas hojas de palma, señales alusivas a la fauna marina y la vegetación típicas del archipiélago.

## Escudos históricos

Insignia Colonial de las Bahamas (1904-1953)
Emblema de las Bahamas (1953-1964)
Emblema de las Bahamas (1964) con el lema Expulsis Piratis – Restituta Commercia (Piratas Expulsados - Comercio Restaurado)
Emblema de las Bahamas (1964-1971)